# 馬克爾維爾 (印第安納州)
馬克爾維爾（英語：Markleville）是一個位於美國印第安納州麥迪遜縣的城鎮。

## 人口
根據2010年美國人口普查的數據，馬克爾維爾的面積為1.44平方千米，當中陸地面積為1.44平方千米，而水域面積為0.00平方千米。當地共有人口528人，而人口密度為每平方千米367人。